# Calosoma panderi
Calosoma panderi is een keversoort uit de familie van de loopkevers (Carabidae). De wetenschappelijke naam van de soort is voor het eerst geldig gepubliceerd in 1822 door Fischer.
De kever wordt 18 tot 21 millimeter lang en is brachypteer (kan niet vliegen).
De soort komt voor in Kazachstan.